# まんこ
まんことは、日本語における女性器の俗語である。接頭語「お」を付けて「おまんこ」と表現されることも多い。辞書によっては「満紅、満戸、万古、真所」などの当て字の紹介が見られる。英語では「cunt」「pussy」「twat」がこの語に相当する。
以下、断りが無い限り、女性器それ自体でなく、日本語における「まんこ」について解説する。

## 概説
テレビやラジオにおいては、放送禁止用語の一種である。1999年、沖縄県の漫湖（まんこ）がラムサール条約の登録湿地に認定された際、NHKが字幕では「漫湖」と出しながら、ナレーションでは「認定されたのは“この湖（みずうみ）”で・・・」と読んで、「まんこ」という音声が電波に乗るのを巧妙に回避した、という証言がある。ゲームにおけるプレイヤーの命名の際も入力禁止に設定されていることが多い。これに対して男性器の俗称である「おちんちん」は、放送禁止用語に指定されていることが少ない。これは「おちんちん」や「ちんこ」は器官そのものを指す用語であるのに対し、「まんこ」は性行為を意味することもあるためである。

### 沿革
この単語の用例は江戸時代後期まで遡れる。雑俳や川柳、また随筆や艶本などに「おまんこ」や「まんこ」を女性器の意味で用いた例が複数確認できる、鈴木勝忠の『続雑俳語辞典』には両者が見出し語として取り上げられている。
古い辞典類ではしばしば「まんこ」ではなく「おまんこ」として収録されている。例えば1888年（明治21年）出版の和英辞典『漢英対照いろは辞典』は陰門の俗語として「おまんこ」を採録しているが、「まんこ」は採録していない。1909年（明治42年）出版の類語辞典『日本類語大辞典』は「陰部」の項で「をんなの陰部」（女の陰部）の方言として「おめこ」「おまんこ」「おそそ」「おまんちよ」などを挙げているが、「まんこ」は記載していない。1912年（明治45年）出版の国語辞典『大辞典』も「おまんこ」を見出し語として採録し、「まんこ」は掲載していない。
1921年に発行された『言泉』では、「まんこは陰門に同じ」と記されていた（語義を知りたければ陰門を見よ、ということ）。また、戦前の1932年より刊行がなされた近代的国語辞典の『大言海』には、「まんこ(名)【陰門】[眞處ノ音便］女児ノ陰部」と記されていた。
ある時期より「まんこ」の知名度が上昇し、2018年に発行された『広辞苑』第七版では見出し語として採録されるばかりでなく、「女性器の俗語」と語義も説明している。『性的なことば』では、まんことの単語が全国区で認知されるようになったのは1988年頃ではないか、と述べている。
- 1972年に大阪で紅萬子（くれない まんこ）がデビューしている[注釈 1]。
- 1978年に京都大学のレガッタ大会において「夕焼けのおまんた」というチームが出場したが大した騒ぎにならなかった。『日本俗語大辞典』は、ヘアスタイルの一種で「おまんた分け」というものがあるが、これは卑猥な言葉であるという。「おまんた」は「おまんたん」の略[2]。
- 1984年には松本明子がラジオの全国放送（同時放送のテレビは全国放送ではなく、あくまで関東地方と静岡県のみの放送）で、「おまんこ」と発しテレビ局を出入り禁止になる事件もあった[注釈 2]。彼女は1966年の香川県の出身であり、「おまんこという言葉は知らなかった」と後に述懐する[17]。

以上を根拠に、少なくとも関西圏では「めこ」はともかく「まんこ」は周知されていなかったとする。

## 語源
語源は諸説ある。
- 体の中心を意味する眞處（まこ）の音便[18]。
- 女子（めのこ）の転訛であるという説[19]。「めこ」もめのこの転訛とする文献もある[20]。
- 徳川家康の側室・お万の方（養珠院）の女性器が素晴らしかったという話から[21]。
- 古代の和語で性器を意味する「美斗（みと）」。「まんこ」および「めこ」はここから派生したという説。ただし本来は男性器・女性器問わず、性器全般に対する言葉[1]。
- 生理の際、赤くなることから「満紅（まんこう）」と呼んだのが由来だという説。
- 家の出入り口を表す「門戸（もんこ）」がなまったとする説[22]。
- 北条政子から。室町時代当時の関東地方では北条政子を「ほうじょうまんこ」とも読んだ。
- 正室を意味する北政所（きたのまんどころ）から。北政所をはじめは北政所様（きたのまんどころさま）呼んでいたが、後世は略し政所様（まんどころさま）」とも呼んだ。
- 小舟を使用して売春を行った「船饅頭」を略して「まん」と呼び、それに指小辞「こ」を付けたとする説。
- 陰毛が発生していない女児の外陰部を外見の類似から饅頭に喩え、その女房言葉である「お饅」に指小辞「こ」をつけたもの。饅頭に喩える事例は江戸時代初期の文献で既に見られるが、江戸時代中期までは原則として低年齢女児のものを指す傾向が認められる（成人のものを「毛饅頭」と呼ぶ事例もある）。「おまんこ」という語形が確認できるのは化政期以降である[23]。

## 派生表現
「まんこ」またはその類義語（例:おめこ）を換喩によって「性交」という意味で用いる。「-する」とつなげれば「性交する」という意味である。
男性の運気を上昇させる女性のことを「あげまん」、逆に下降させる女性のことを「さげまん」と呼ぶが、この場合の「まん」は「めぐり合わせ、幸せ、運」を意味する言葉であり、まんこの略語ではない。しかしながら、1990年に公開された映画「あげまん」によってこの言葉が広まると、わざと性的な意味に解釈させるようにもなった。
誰とでも気軽に性交を行なう女性に対して、「ヤリマン」ということがある。これは、性交するという意味の「やる」と「マンコ」を合わせた単語である。『性的なことば』によれば、従来用いられてきた「サセ子」と言う単語が、あくまで性行為をさせると言う受動的なものであるのに対し「ヤリマン」は、女性側が能動的・主体的に性行為に臨むと言うニュアンスを与える。同様の男性のことを「ヤリチン」という場合もある。

## 他の俗称
『日本俗語大辞典』は、「まんこ」の類語として「赤貝、赤門、奥の院、おまんこ、おまんたん、おめこ、毛饅（頭）、こうまん、肉壺、如来、秘花、ボックス、饅頭、蜜壺、やち」を挙げる。『日本民俗・粋・洒落辞典』は「陥穽（おとしあな）、茶、富士山、へき」も女性器を表すとする。
『すごくエッチなゲームシナリオが書ける本』では、女性器の隠喩として、おまんまん、秘部、蜜穴、肉穴、割れ目、クレバス、女陰、大事なところ、前の穴、肉壁が、また漫画『性教育120%』第1巻では、日本の各地による女性器の呼称の違いとして、アンペ、ほと、ヘノコ、マンジュー、オマン、サネ、オチョンチョン、オチンチン、チャンベ、カンノンサマ、オソソ、ボボ、イキミ、ヘヘ、ベベ、ベタ、ベッチョ、ペペ、カイ、ツビ、メメ、メコ、メンチョ、チャコ、ヤチ、ママ、オメサン、オメコ、モッチョー、ホー、ポー、ホーミ、ピィ、ヒー
が紹介されている。
NHK「シチズンラボ」のアンケート調査（期間：2021年12月-2022年8月、回答者：10歳から69歳までの男女1,201人）では、「あなたが子どものときに育った家庭では、女性の性器を何と呼んでいましたか？」という質問に対し、6割近く（58%）が「家庭で使う女性器の名前はなかった」と回答しており、男性器に全国共通の「おちんちん」といった呼び名があるのに対し、女性器には共通の呼び名がないことが示されている。東海大学教授・小貫大輔によると、呼び名がない家庭では「あそこ」「下」「前」「おしり」などの表現を使って説明しているという。また同調査では、家庭で女性器に特定の「名前があった」と答えた3割余り(32%)の内、一番多かった回答は「おまた」ないし「また」で、全体の1割余り(12%)を占めており、この呼び方は近年増えているようである。なお、小貫によると、女性器に共通の呼び名がないのは日本特有のことではなく、性に関して比較的に開かれた文化をもつオランダやスウェーデンを含め、多くの国で同様である。